# Anaíde Beiriz
Anaíde Beiriz (Parahyba do Norte, 18 de fevereiro de 1905 — Recife, 22 de outubro de 1930) foi uma professora e poetisa brasileira. Tem seu nome ligado à História da Paraíba, devido à tragédia em que foi envolvida, juntamente com o advogado e jornalista João Duarte Dantas, com quem mantinha um relacionamento amoroso.

## Antecedentes
Filha de José da Costa Beiriz, tipógrafo do Jornal A União, e Maria Augusta de Azevedo Beiriz, Anayde da Costa Beiriz concluiu o primário com 14 anos, formou-se professora na Escola Normal de João Pessoa, em 1922, enquanto paralelamente estudava datilografia, pela Escola Remington.
Formada professora, passou logo a dar aulas na Escola de Pescadores da Colônia Z2 , na vila de Cabedelo, de 1922 a 1930, onde chegou à função de secretária da Diretoria da Colônia.

### Vanguardismo
Tendo se destacado durante seus estudos, Anaíde formou-se na Escola Normal em maio de 1922, aos dezessete anos de idade. Passou, assim, a lecionar, alfabetizando os pescadores da então vila de Cabedelo.

“Ela propôs esse desafio e outro, que foi o da distância, pois viajava de trem, sem a comodidade de hoje, para ensinar na vila dos pescadores em Cabedelo, onde passava a semana hospedada na casa da tia, que morava lá. Anayde também rompeu vários padrões da época, como na maneira de se vestir, no tipo de corte do cabelo e participava de saraus, na capital, que eram frequentados principalmente pelos homens.”— Cyelle Carmen
Jovem e bela, Anaíde foi a vencedora de um concurso de beleza promovido pelo Correio da Manhã em 1925. Chamavam a atenção os seus olhos de cor negra, que lhe valeram o apelido, em seu círculo de amizades, de «a pantera dos olhos dormentes».
Para a mentalidade conservadora da sociedade brasileira à época, particularmente na Paraíba, Anaíde não era uma mulher bem vista por causa das ideias progressistas que alimentava: como poetisa, participava ativamente do movimento intelectual, envolvida em acontecimentos artísticos e frequentando saraus literários; como cidadã, defendia a participação das mulheres na política, em uma época em que sequer podiam votar; ousava em sua aparência, vestindo roupas decotadas e apresentando um corte de cabelo à la garçonne.
Nesses saraus e tertúlias, Anaíde Beiriz se destacava como declamadora, embora não fosse a única mulher no grupo: acompanhavam-na as jovens Adamantina Neves, Amelinha Teorga e Odete Gaudêncio. Vanguardista, já se pronunciava em favor da liberdade e da autonomia das mulheres, em favor do feminismo, mas distanciava-se da política.
Escrever era uma necessidade para ela:

“Quando não escrevo, meu universo se reduz, sinto-me na prisão. Perco minha chama, minhas cores”.— Anayde Beiriz
Poetisa, escritora, defensora do voto feminino, fez do seu corpo uma luta contra a sociedade da década de 1920, pois enfrentou comportamentos que, até o momento, eram impossíveis de visualizar na Paraíba.

“Ela chocou por se permitir ter essa liberdade que não era permitida naquela época”— Sabrina Bezerra
Revolucionária, não se prendia a convenções no que dizia respeito a relacionamentos amorosos.

"Anayde Beiriz foi uma mulher que abriu caminho para a revolução na literatura, que tem estreita relação com a revolução na política”— Beatriz Xavier
"Em seus poemas Anayde refletia sobre o ‘destino’ das mulheres que culminava com o casamento, e em outras passagens, embora muito pontual, sobre o direito ao sufrágio feminino, mostrando convergência com a luta das sufragistas”.— Alômia Abrantes

## Escândalo

### Relação com João Dantas
Em 1928, Anaíde iniciou um relacionamento amoroso com João Dantas, político local ligado ao Partido Republicano Paulista, que fazia oposição ao então presidente do Estado (governador) da Paraíba, João Pessoa. Depois do violento confronto político que deu origem ao Território de Princesa, João Dantas acabou se refugiando no Recife, mantendo o relacionamento com Anaíde à distância, através de cartas. João Pessoa reagiu, mandando a polícia revistar as casas dos revoltosos e suspeitos, em busca de armas que pudessem ser utilizadas em uma revolta armada. Um desses locais foi o escritório de João Dantas na Cidade da Paraíba (atual João Pessoa), invadido em 10 de julho de 1930. Embora não tenham sido encontradas armas, os policiais depredaram as instalações e arrombam o cofre, onde foi encontrada a correspondência de Dantas, inclusive cartas e poemas de amor recebidos de Anaíde.
Nos dias seguintes, o jornal governista A União, e outros órgãos de imprensa estadual ligados à situação publicaram o conteúdo destas, visando a atingir a honra de Dantas.
Em 26 daquele mês, João Dantas, acompanhado de um cunhado, Augusto Caldas, entrou na Confeitaria Glória, no Recife, e disparou nas costas de João Pessoa, matando-o. 
Criticada publicamente por razões morais e políticas, Anaíde sentiu-se acuada após o assassinato de João Pessoa, que causou comoção popular. Desse modo, abandonou a sua residência na Paraíba e foi morar em um abrigo no Recife, onde passou a visitar João Dantas, detido em flagrante e recolhido à Casa de Detenção daquela cidade. Dantas foi posteriormente encontrado morto em sua cela, degolado, em 3 de outubro do mesmo ano, no início da Revolução de 1930. Embora tenha sido declarado o suicídio como causa mortis na época, as circunstâncias ainda permanecem obscuras.

### Morte
Anaíde, aos 25 anos de idade, morreu dias após Dantas, supostamente por autoenvenenamento. Foi sepultada como indigente no Cemitério de Santo Amaro (Recife).
“Anayde padeceu comprimida dentro dos acanhados limites de uma sociedade governada por grupos oligárquicos de mentalidade agropastoril, padecimento que só cessou quando Anayde se livrou da vida”.— José Joffily